# Малое Переходное
Малое Переходное — деревня в Любанском городском поселении Тосненского района Ленинградской области.

## История
Впервые упоминается в Писцовой книге Водской пятины 1500 года как деревня Переходна в Ильинском Тигодском погосте Новгородского уезда.
В переписи 1710 года в Ильинском Тигодском погосте записана деревня Переходна помещиков Кусакина и Негановского.

МАЛОЕ-ПЕРЕХОДНО — деревня Мало-переходненского сельского общества, прихода села Померанья.

Дворов крестьянских — 13. Строений — 51, в том числе жилых — 16. 

Число жителей по семейным спискам 1879 г.: 29 м. п., 28 ж. п.; по приходским сведениям 1879 г.: 26 м. п., 26 ж. п.; 
  
МАЛОЕ-ПЕРЕХОДНО — мыза прихода села Померанья, при реке Тигоде.

Строений — 10, в том числе жилых — 4. 

Число жителей по приходским сведениям 1879 г.: 2 м. п., 4 ж. п. (1884 год)

В конце XIX — начале XX века деревня административно относилась к Любанской волости 1-го стана 1-го земского участка Новгородского уезда Новгородской губернии.

МАЛОЕ ПЕРЕХОДНО — деревня Мало-Переходского сельского общества, дворов — 15, жилых домов — 17, число жителей: 45 м. п., 37 ж. п. 

Занятия жителей — земледелие, лесные промыслы. Часовня, хлебозапасный магазин. (1907 год)

Согласно военно-топографической карте Петроградской и Новгородской губерний издания 1917 года деревня называлась Малая Переходна и состояла из 8 крестьянских дворов.
С 1917 по 1927 год деревня называлась Малое Переходно и входила в состав Любанской волости Новгородского уезда Новгородской губернии.
С 1927 года в составе Коркинского сельсовета Любанского района Ленинградской области.
С 1928 года в составе Хоченского сельсовета.
С 1930 года в составе Любанского сельсовета Тосненского района.
По данным 1933 года деревня называлась Малая Переходная и входила в состав Любанского сельсовета Тосненского района.

План деревни Малое Переходное. 1937 год

Согласно топографической карте 1937 года деревня называлась Малое Переходно и насчитывала 36 дворов, в деревне была своя школа.
С 1 сентября 1941 года по 31 декабря 1943 года деревня находилась в оккупации.
По данным 1966 и 1973 годов деревня называлась Малое Переходное и также входила в состав Любанского сельсовета.
По данным 1990 года деревня Малое Переходное находилась в составе Сельцовского сельсовета.
В 1997 году в деревне Малое Переходное Сельцовской волости проживали 27 человек, в 2002 году — 32 человека (русские — 97 %).
В 2007 году в деревне Малое Переходное Любанского ГП — 18 человек.

## География
Деревня расположена в восточной части района на автодороге 41А-004 (Павлово — Мга — Луга), к югу от центра поселения — города Любань.
Расстояние до административного центра поселения — 3 км.
Расстояние до ближайшей железнодорожной станции Любань — 3 км.
К западу от деревни протекает река Тигода.

## Демография
| 2007 | 2010 | 2017 |
| ---- | ---- | ---- |
| 18   | ↗30  | →30  |

## Улицы
Центральная.